# 키키 디
키키 디(영어: Kiki Dee, 1947년 3월 6일 ~ )는 영국의 가수이다.
엘튼 존과 듀엣으로 함께한 1976년의 싱글 〈Don't Go Breaking My Heart〉로 빌보드 싱글 차트 1위에 함께 올랐으며, 1993년에는 엘튼 존과 함께 콜 포터의 〈True Love〉를 커버하여 영국 싱글 차트 2위에 올랐다.
2008년까지 솔로로 12개의 정규 음반과 40개의 싱글을 냈다.

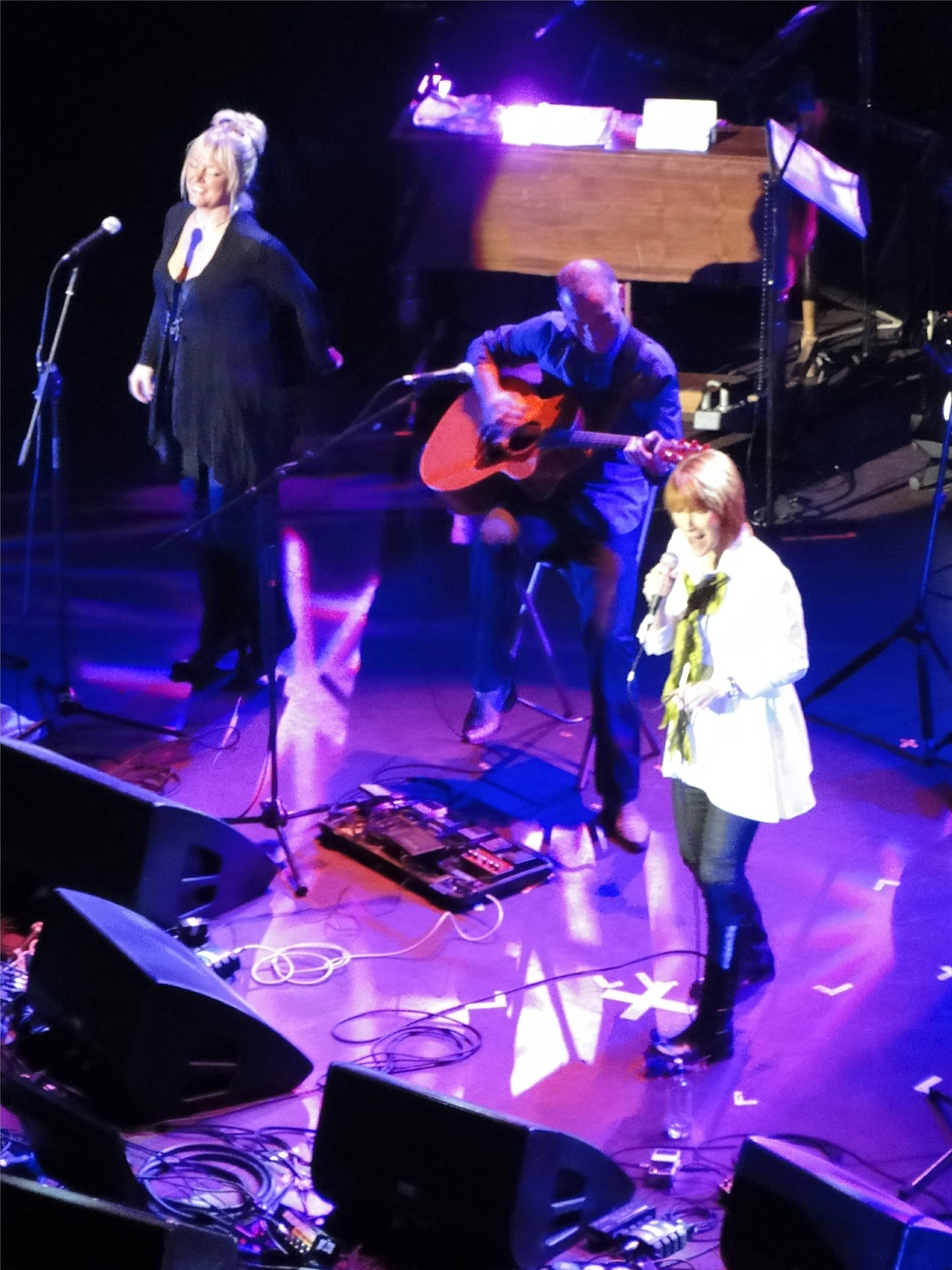
공연 중인 키키 디 (2009년, 오른쪽)